# ウロシュ・マティッチ
ウロシュ・マティッチ（Uroš Matić、1990年5月23日 - ）は、ユーゴスラビア・シャバツ出身のセルビア人元サッカー選手。現役時代のポジションはミッドフィールダー。
オリンピック・リヨンに所属するネマニャ・マティッチは兄である。

## 経歴
18歳で生まれ育ったセルビアを離れてスロバキア1部に属するFC VSSコシツェに移籍。2009年から同リーグに属するトップチームでプレーし、2013年7月にポルトガル・プリメイラ・リーガの名門SLベンフィカに移籍した。半年間同クラブに在籍し、ポルトガル・リーガプロ（2部）に属するセカンドチームでプレーした。
2014年1月にオランダ・エールディヴィジ（1部）に属するNACブレダに移籍。リーグ戦73試合に出場し4得点8アシストを記録した。基本チームの主力ボランチとして活躍したが、チーム事情によっては左右のミッドフィールダーとして出場することもあった。
2016年7月、オーストリア・ブンデスリーガに属するSKシュトゥルム・グラーツに移籍。主力ボランチとして定着し、19試合で3得点3アシストも記録した。
2017年1月にデンマーク・スーペルリーガ1部に属するFCコペンハーゲンに移籍。SKシュトゥルム・グラーツに支払われた違約金は300万ユーロであった。FCコペンハーゲンでもボランチに定着し、シーズン終了までの半年間で16試合で2得点も記録。UEFAヨーロッパリーグではフル出場しベスト16まで進んだ。
2018年5月24日、FKアウストリア・ウィーンにレンタル移籍する事が発表された。
2020年7月26日、カラバフFKに3年契約で移籍。1年後の2021年7月26日、カラバフを退団し、2年契約でサウジアラビアのアブハー・クラブに加入。

## タイトル

### クラブ
FCコペンハーゲン
- デンマーク・スーペルリーガ（1回）：2016-17
- デンマーク・カップ（1回）：2016-17

## 代表歴
U21までの各カテゴリーではセルビアのアンダー代表でプレーした。2009年にウクライナで開催されたUEFA U-19欧州選手権2009にも出場し準決勝まで進出した。
2015年3月17日、ボスコ・ジュロヴスキー率いるマケドニア代表に招集されたものの、試合には出場していない。